# Найджел Пірсон
На́йджел Грем Пі́рсон (англ. Nigel Graham Pearson; нар. 21 серпня 1963, Ноттінгем, Англія) — англійський футболіст і тренер. З 2021 року очолює тренерський штаб команди «Бристоль Сіті».

## Клубна кар'єра
Пірсон розпочав професійну кар'єру в клубі другого дивізіону «Шрусбері Таун», за який виступав впродовж шести сезонів. В 1987 році за 250 тис. фунтів перейшов у клуб першого дивізіону «Шеффілд Венсдей», разом з яким виграв Кубок Футбольної ліги в 1991 році. В 1994 році за 750 тис. фунтів перейшов до «Мідлсбро», де і закінчив свою кар'єру в 1998 році.

## Кар'єра тренера
Пірсон вдало розпочав тренерську кар'єру, допомігши «Карлайл Юнайтед» врятуватись від вильоту з Футбольної ліги, після чого працював асистентом головного тренера у таких командах, як «Вест-Бромвіч Альбіон», «Ньюкасл Юнайтед» та молодіжна збірна Англії.
У лютому 2008 року Пірсон підписав контракт до кінця сезону з «Саутгемптоном», який з труднощами втримав у Чемпіоншипі.
20 червня 2008 року Пірсона було призначено менеджером «Лестер Сіті». За два роки у клубі Пірсон виграв Першу лігу, набравши з командою 96 очок, а у першому сезоні в Чемпіоншипі досягнув неочікуваного 5-го місця, що дало «Лестеру» можливість зіграти у плей-оф за право виходу у Прем'єр-лігу. «Лестер» програв півфінал плей-оф «Кардіффу», після чого Пірсона через проблеми з керівництвом клубу замінив Паулу Соуза.
У червні 2010 Пірсон став головним тренером Галл Сіті. Не зважаючи на деякі фінансові труднощі у зв'яку з вильотом команди з Прем'єр-ліги, «Галл» зумів фінішувати на 11-му місці.
Наступний сезон «Галл Сіті» розпочав непогано, відстаючи лише на один пункт від зони плей-оф при грі у запасі станом не середину листопада, але Пірсон попросив у керівництва клубу дозволу на повернення у «Лестер».
Після повернення Пірсона «Лестер Сіті» у сезоні 2013-14 виграв Чемпіоншип, повернувшись у Прем'єр-лігу після 10-річної перерви. Наступного сезону команда Пірсона не без труднощів, але зберегла місце в елітному дивізіоні, зайнявши 14-те місце, проте 30 червня 2015 року тренера було звільнено. Його місце зайняв італієць Клаудіо Раньєрі, який сенсаційно привів «Лестер» до чемпіонського титулу вже в сезоні 2015/16. На думку багатьох експертів підґрунтя для цього успіху було закладене роботою Піросна.
Сам Пірсон після однорічного відпочинку уклав наприкінці травня 2016 року трирічний тренерський контракт з одним з аутсайдерів Чемпіоншипа «Дербі Каунті». Проте вже 8 жовтня того ж року залишив команду за обопільною згодою, як вважається, через суперечку з власником клубу.
22 вересня 2017 року був призначений головним тренером бельгійського друголігового клубу «Ауд-Геверле».
2019 року повернувся на батьківщину, очоливши команду «Вотфорда», з якою пропрацював до завершення сезону 2019/20. У лютому 2021 року став головним тренером «Бристоль Сіті».

## Досягнення

### Як гравця
«Шеффілд Венсдей»
- Переможець Кубку Футбольної ліги: 1991

«Мідлсбро»
- Переможець Першого дивізіону Футбольної ліги: 1994–95, срібний призер: 1997–98
- Фіналіст Кубку Англії: 1997
- Фіналіст Кубку Футбольної ліги: 1997, 1998

### Як тренера
«Лестер Сіті»
- Переможець Чемпіонату Футбольної Ліги: 2013–14
- Переможець Першої футбольної ліги: 2008–09